# Bartley (Hampshire)
Pour les articles homonymes, voir Bartley.
Bartley est un village situé dans le Hampshire, en Angleterre, dans les limites du parc national New Forest.

## Géographie
Bartley est dans la paroisse civile de Copythorne où il a été inclus dans le recensement de population de 2011. 
Les villages environnants sont Copythorne au nord, Cadnam à l'ouest et Woodlands au sud-est.
Au cœur de Bartley, se trouve « The Tin Church » - une salle de lecture de l'église anglicane construite en 1900 à partir de tôle ondulée et peinte en vert. L'édifice a été utilisé pour des services religieux jusqu'en 1992. Il a ensuite été acheté par un organisme de bienfaisance et rénové. Il est maintenant une salle de village et un centre pour la communauté. 
Les magasins Fourways Stores & Bartley Post Office appartiennent à la même famille depuis plus de trente ans, ils sont également au cœur du village. 

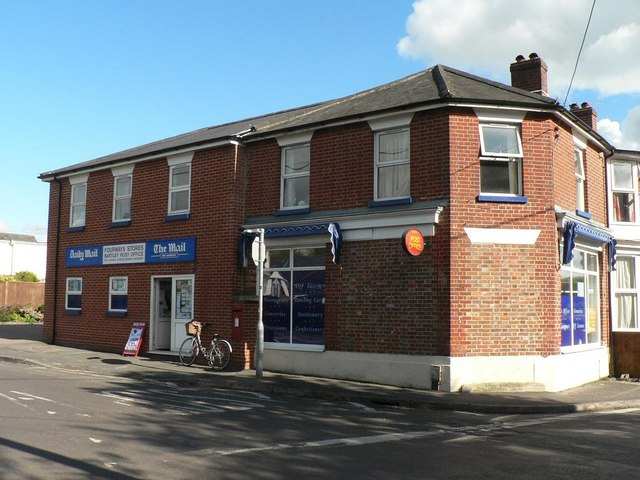
Fourways Stores & Bartley Post Office.

« The Haywain » est un pub avec une reproduction de peinture de Constable sur le panneau de signalisation à l'entrée. 
La Bartley Junior School est située au nord du village.
À Bartley, se trouvent un certain nombre d'entrées dans la New Forest, avec grilles pour contenir le bétail, de manière à garder les chevaux et les autres animaux en pâturage dans la zone. 

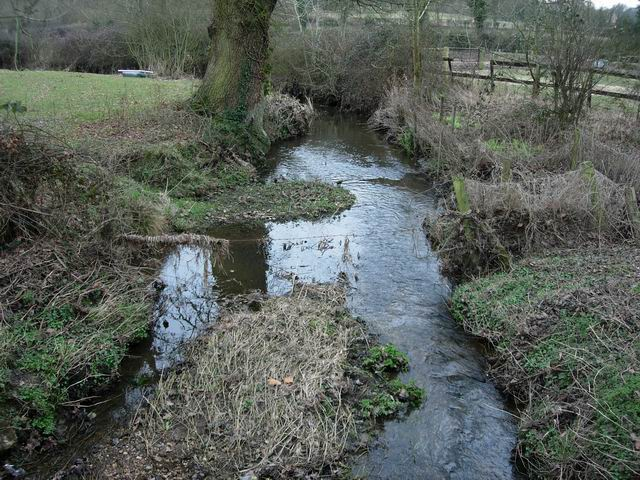
La Bartley Water.

Bartley est drainé par une rivière à truites, la Bartley Water.

## Histoire
Le nom Bartley signifie bois de bouleau,, il est parfois désigné comme Bartlie Regis, le nom étant anglicisé avec Barkley Kings sur une carte de 1695. 
À proximité, Bartley Manor est une maison du XVIIIe siècle avec un corps principal et des ailes de deux étages.

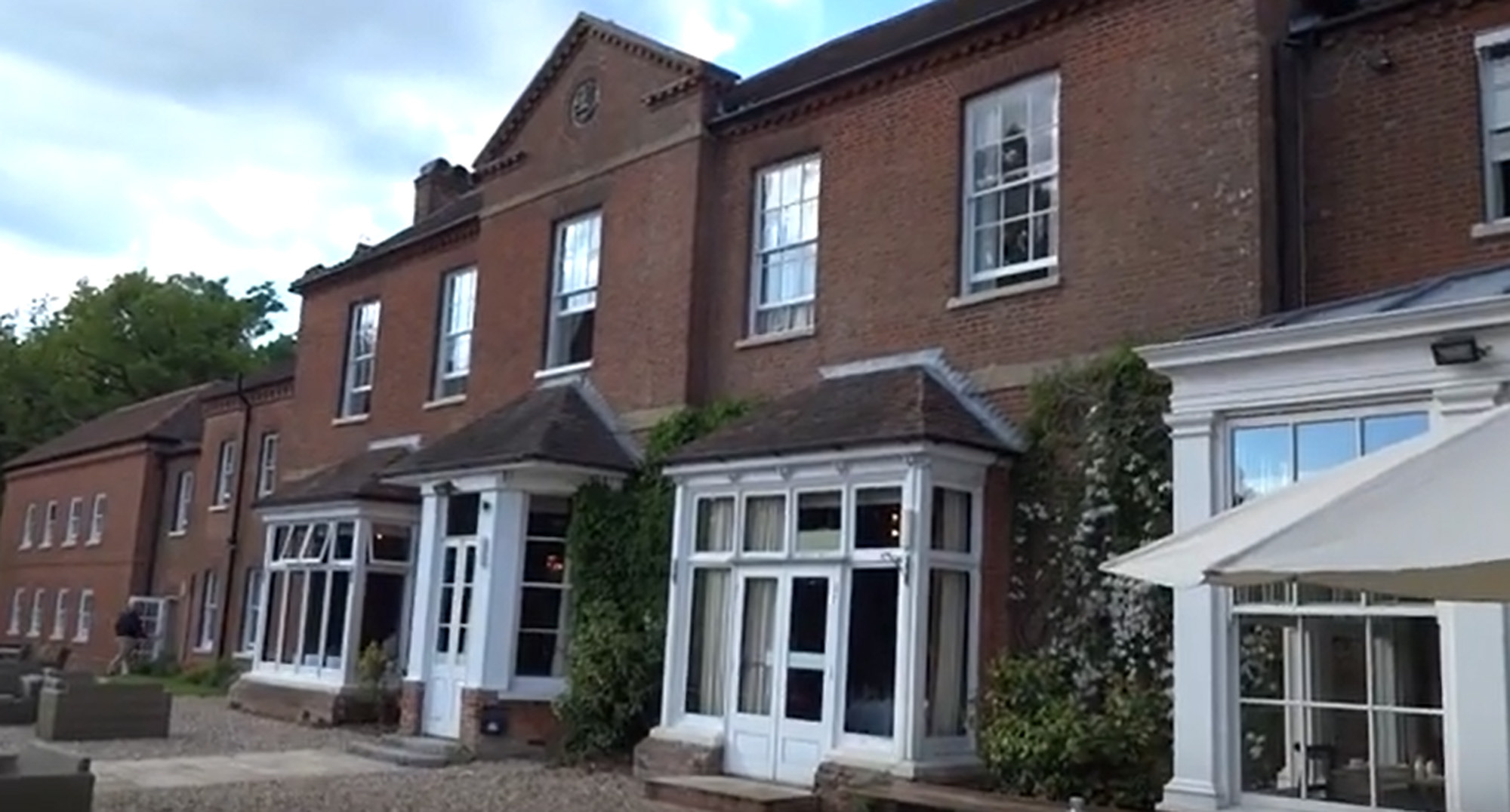
Bartley Lodge.

Bartley Lodge est aussi une maison du XVIIIe siècle, elle est devenue un hôtel.